# 임동현 (충청북도의원)
임동현(林東鉉, 1967년 12월 9일 ~ )은 대한민국의 제11대 충청북도의원이다.

## 학력
- 우암국민학교 졸업
- 대성중학교 졸업
- 형석고등학교 졸업
- 충주대학교 노인보건복지학과 졸업

### 비학위 수료
- 한국교통대학교 대학원 노인복지학과 석사 졸업

## 경력
- 재청 보은군민회 이사
- 청주지방검찰청 형사조정위원회 위원
- 충청북도 지속가능발전협의회 10기 위원
- 민주평화통일자문회의 자문위원
- 사단법인 충북지적발달장애인복지협회 운영위원장
- 바르게살기 청주시협의회 이사
- 청주여성의전화 이사
- 충청북도 사회복지사협회 운영위원
- 충청북도 사회복지공동모금회 모금분과 실행위원
- 충북 4.19혁명기념사업회 부위원장
- 더불어민주당 다문화위원회 부위원장
- 더불어민주당 사회복지특별위원회 부위원장
- 사단법인 징검다리 대표이사
- 사단법인 한국청소년화랑단연맹 이사
- 2020.04 ~ 2022.06 제11대 충청북도의회 의원
- 2020.04 ~ 2020.07 제11대 충청북도의회 전반기 교육위원회 의원
- 2020.07 ~ 2022.06 제11대 충청북도의회 후반기 교육위원회 의원
- 2020.07 ~ 2022.06 제11대 충청북도의회 후반기 예산결산특별위원회 위원

## 수상
- 2003 한국청소년폭력예방재단이사장 공로패
- 2007 법무부장관 표창장
- 2016 제1회 충북봉사대상
- 2017 바르게살기운동 청주시협의회 표창패
- 2017 행정안전부장관 표창장
- 2017 제4회 우민상 (사회, 복지부문)
- 제4회 청주시민이 주는 정도대상
- 2017 제7회 충청대상 (사회, 복지부문)
- 2018 충청북도 제23회 환경의 날 도지사 표창장

## 역대 선거 결과
|  | 47.08% |

|  | 46.91% |